# سموأل (حشرة)
السمَوأَل هو نوع من ذوات الجناحين في فصيلة السمواليات. يوجود في منطقة قطبية شمالية قديمة.